# Fettaldehyde

Struktur des Fettaldehyds Dodecanal

Fettaldehyde sind aliphatische, langkettige Aldehyde, die ein- oder mehrfach ungesättigt sein können. Zu den Fettaldehyden gehören Verbindungen wie Octanal, Nonanal, Decanal oder Dodecanal. Die Nomenklatur leitet sich von der Nomenklatur der Alkane ab, ergänzt um die Endung -al für die Aldehydgruppe. Zum Teil werden auch ihre Trivialnamen verwendet.

## Vorkommen
Fettaldehyde sind ein natürlicher Bestandteil vieler Naturstoffe wie der ätherischen Öle verschiedener Zitrusfrüchte. Decanal zum Beispiel ist Bestandteil des Orangenschalenöls. Die Pheromoncocktails verschiedener Insektenpheromone enthalten Fettaldehyde. Auch im Herzmuskel von Säugetieren wurden Fettaldehyde nachgewiesen.

## Herstellung
Fettaldehyde lassen sich durch Dehydrierung von Fettalkoholen an Kupfer-Zinkkatalysatoren herstellen. Durch Hydroformylierung von Olefinen werden Fettaldehyde im großtechnischen Maßstab hergestellt.

## Verwendung
Ein Großteil der durch Hydroformylierung hergestellten Fettaldehyde wird direkt zu Fettalkoholen weiterverarbeitet. Viele Fettaldehyde finden Verwendung als Riechstoff in der Parfümproduktion. Ein Beispiel ist 2-Methylundecanal, dass die typische Geruchskomponente von Chanel No. 5 darstellt. Decanal, dessen süßer, blumiger Geruch an Orangenschalen erinnert, wird unter anderem als Aromastoff in der Lebensmittelindustrie und als Duftstoff in der Parfumindustrie eingesetzt.